# Brewsterhoek

Een invallende lichtstraal wordt weerkaatst en gebroken aan het grensvlak tussen twee media, dat van opzij getoond wordt. Als de invalshoek gelijk is aan de brewsterhoek, wordt het weerkaatste licht volledig (s-)gepolariseerd, evenwijdig aan het grensvlak. De weerkaatste bundel staan dan haaks op de gebroken bundel (zie berekening in de tekst). Een stip geeft een polarisatie-richting evenwijdig aan het grensvlak aan (s-polarisatie). Een tweezijdige pijl staat voor polarisatie in het vlak van de figuur (p-polarisatie). Het invallende licht is ongepolariseerd en vertoont in de figuur beide soorten polarisatie. Het weerkaatste licht vertoont alleen polarisatie evenwijdig aan het grensvlak. Het gebroken licht heeft een gemengde polarisatie, waarbij de richting in het vlak van de figuur enigszins de overhand heeft.

In de optica wordt onder de brewsterhoek of polarisatiehoek verstaan de invalshoek waarbij volledige polarisatie optreedt. Hij is vernoemd naar de Schotse natuurkundige David Brewster (1781-1868). Als licht het grensvlak tussen twee stoffen met verschillende brekingsindices kruist, wordt een deel ervan weerkaatst en een ander deel gebroken aan het grensvlak. Bij een bepaalde invalshoek wordt alleen licht weerkaatst dat evenwijdig aan het grensvlak gepolariseerd is. Deze invalshoek heet de brewsterhoek {\displaystyle \theta _{B}}. De weerkaatste, zuiver gepolariseerde bundel staat dan loodrecht op de gebroken bundel.

## P- en s-polarisatie
Er worden twee polarisaties (polarisatierichtingen) van het licht ten opzichte van het grensvlak onderscheiden:
- p-gepolariseerd licht. De trilling van het elektrische veld van het licht ligt in het vlak van de bijgaande figuur, dus in het vlak van de invallende straal en de normaal aan het grensvlak tussen de twee stoffen. De p in p-gepolariseerd betekent parallel.
- s-gepolariseerd licht, met een polarisatie haaks op die van p-gepolariseerd licht. De trilling van het elektrische veld van dit licht staat haaks op het vlak van de bijgaande figuur en loopt dus evenwijdig aan het grensvlak tussen de twee stoffen. De s in s-gepolariseerd betekent senkrecht (Duits: loodrecht). In Nederlandse natuurkundeboeken (bijvoorbeeld van Kronig) wordt s-gepolariseerd licht ook wel l-trilling genoemd, met l van loodrecht.

Als ongepolariseerd licht onder de brewsterhoek invalt op het grensvlak is het weerkaatste licht zuiver s-gepolariseerd en het gebroken licht vooral p-, maar ook nog deels s-gepolariseerd.

## Stralende dipolen
Het natuurkunde principe kan kwalitatief begrepen worden uit de manier waarop elektrische dipolen reageren op p-gepolariseerd licht. Het invallende licht wordt geabsorbeerd aan het oppervlak en weer uitgestraald door de trillende elektrische dipolen aan het grensvlak van de twee media. De polarisatie van licht dat zich vrij voortplant is altijd loodrecht op de richting waarin dat licht zich beweegt. De dipolen die licht uitstralen trillen in de richting van die polarisatie. Maar de dipolen kunnen geen energie uitstralen in de richting waarin ze trillen.
Daaruit volgt dat als de voortplantingsrichting van het gebroken licht loodrecht staat op de voortplantingsrichting van het weerkaatste licht de dipolen geen weerkaatst licht zullen uitstralen. Omdat de s-polarisatie evenwijdig ligt aan het grensvlak tussen de media, kunnen de overeenkomstig trillende dipolen alleen licht uitstralen in de richting van het weerkaatste licht. Daarom bestaat er geen brewsterhoek voor invallend s-gepolariseerd licht: dit wordt onder alle invalshoeken weerkaatst als s-gepolariseerd licht.

## Berekening
Het licht loopt van stof (medium) 1 naar stof 2. De voorwaarde van Brewster luidt
{\displaystyle \theta _{1}+\theta _{2}=90^{\circ }}
met
{\displaystyle \theta _{1}} de invalshoek in stof 1 en
{\displaystyle \theta _{2}} de brekingshoek (refractiehoek) in stof 2.
Met de Wet van Snellius
{\displaystyle n_{1}\sin \left(\theta _{1}\right)=n_{2}\sin \left(\theta _{2}\right)}
waarin {\displaystyle n_{1}} en {\displaystyle n_{2}} de brekingsindices van de twee media 1 en 2 voorstellen, kunnen we de invalshoek {\displaystyle \theta _{1}=\theta _{B}} berekenen, waarbij de polarisatie van het weerkaatste licht totaal is.
{\displaystyle n_{1}\sin \left(\theta _{B}\right)=n_{2}\sin \left(90^{\circ }-\theta _{B}\right)=n_{2}\cos \left(\theta _{B}\right)}.
Na herschikking krijgen we:
{\displaystyle \tan \left(\theta _{B}\right)={\frac {n_{2}}{n_{1}}}}
of
{\displaystyle \theta _{B}=\arctan \left({\frac {n_{2}}{n_{1}}}\right)}.
Deze vergelijking heet de wet van Brewster.

Een stapel dekglaasjes die belicht worden onder brewsterhoek vormen een primitief polarisatiefilter: elk glaasje weerkaatst een deel van het s-gepolariseerde licht, zodat een steeds zuiverder p-gepolariseerde bundel overblijft. Volledige polarisatie vereist veel meer dekglaasjes.

## Voorbeeld
Omdat alle p-gepolariseerde licht gebroken wordt, moet al het licht dat aan het oppervlak weerkaatst wordt bij deze hoek s-gepolariseerd zijn. Een stuk glas kan dus gebruikt worden om te polariseren, als de invalshoek precies de brewsterhoek is. Omdat de brekingsindex n voor een gegeven medium afhangt van de golflengte van het licht, doet de brewsterhoek dat ook.
- Voor een stuk gewoon glas in lucht is n2/n1 = 1,51 (rood en geel licht) en is de brewsterhoek 56,5°.
- Voor water onder lucht is n2/n1 = 1,330 (rood licht) en is de brewsterhoek 53,1°.

## Geschiedenis
Het verschijnsel dat licht gepolariseerd wordt bij weerkaatsing onder een bepaalde hoek werd voor het eerst waargenomen door Etienne-Louis Malus in 1808. Hij probeerde tevergeefs deze hoek te verklaren uit de brekingsindex van het materiaal, maar de kwaliteit van het glas liet te wensen over. In 1815 experimenteerde Brewster met glas van een hogere kwaliteit. Hij toonde aan dat de hoek wel degelijk afhing van de brekingsindex en stelde zijn wet op.

## Toepassingen

Een brewstervenster aan het rechteruiteinde van een laser. Het uittredende licht loopt naar rechts.

### Polarisator
Een eenvoudig polarisatiefilter is te maken door microscoopglaasjes op elkaar te leggen - zie figuur.

### Brewstervenster
Gaslasers gebruiken meestal een uittreevenster voor het licht dat onder de brewsterhoek staat, een zogenaamd brewstervenster. Het venster weerkaatst een deel van het s-gepolariseerde licht zijdelings maar niet het p-gepolariseerde licht. Daardoor wordt de versterking van de s polarisatie in de laser verminderd terwijl de p-polarisatie daar geen last van heeft. De laserbundel is daardoor p gepolariseerd en het venster geeft geen energieverlies